# Emília Coranty Llurià
Emília Coranty Llurià, connue également sous le nom d'Emília Coranty de Guasch, née à Barcelone le 19 février 1862 et morte dans cette même ville le 18 février 1944, est une peintre espagnole.

## Biographie
Née à Barcelone, la jeune Emília acquiert une solide formation artistique : école de dessin de la Députation de Barcelone, Académie royale catalane des Beaux-Arts, école de la Llotja.

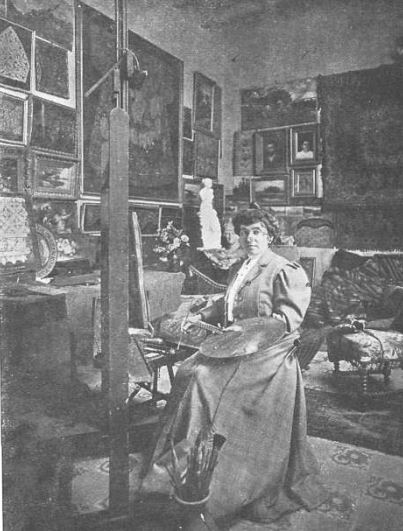
Emília Coranty dans son atelier, photographie parue dans la revue féministe Feminal, édition du 26 juillet 1908.

Lors d'un voyage d'études à Rome, elle rencontre son futur mari, le peintre Francesc Guasch. Le couple se marie en 1888, et Emília présente certaines de ses œuvres à l'Exposition universelle qui se tient à Barcelone.
En 1889, elle part vivre à Paris, et enchaîne ensuite les expositions dans le monde entier, et obtient notamment en 1893 la médaille d'argent du pavillon féminin de l'Exposition de Chicago, où elle expose aux côtés de Mary Cassatt et de Rosa Bonheur.
En 1885, elle participe à l'Exposition de Bordeaux (1895).
Elle milite toute sa vie pour que les femmes puissent avoir une formation artistique de qualité et devient professeure à l'école de la Llotja.
Elle décède en 1944, cinq ans après la fin de la guerre d'Espagne, au début de la dictature de Franco.
Elle est inhumée au cimetière de Sarrià, aux côtés de son époux.

## Postérité
- Son œuvre est aujourd'hui conservée au Musée national d'Art de Catalogne[5], ainsi qu'au Musée du Prado[6].
- La Fondation Guasch Coranty, située à Barcelone et toujours très active dans le domaine des arts, est créée sous son impulsion[7].